# 三河十二本寺
三河十二本寺（みかわじゅうにほんでら）は、愛知県の三河地方にある12の浄土宗西山深草派の寺院の総称。
総本山の誓願寺に次ぐ中本山の格式の寺として崇められている。

## 寺院一覧
- 1. 不退院 （西尾市上道目記町）
- 2. 法蔵寺 （岡崎市本宿町）
- 3. 安楽寺 （蒲郡市清田町）
- 4. 桂岩寺 （西尾市上矢田町）
- 5. 崇福寺 （岡崎市中島町）
- 6. 圓福寺 （岡崎市岩津町）
- 7. 浄珠院 （岡崎市上和田町）
- 8. 養國寺 （西尾市寺津町）
- 9. 養寿寺 （西尾市下矢田町）
- 10. 恵験寺 （西尾市上道目記町）
- 11. 大林寺 （岡崎市魚町）
- 12. 梅園誓願寺 （岡崎市梅園町）